# Mariechen Wehselau
Mariechen M. Wehselau Jackson (* 15. Mai 1906 in Honolulu, Hawaii; † 12. Juli 1992 ebenda) war eine US-amerikanische Schwimmerin.

## Karriere
Mariechen Wehselau nahm an den Olympischen Spielen 1924 in Paris in zwei Wettbewerben im Freistilschwimmen teil. Über 100 Meter gewann sie zunächst ihren Vorlauf in der neuen Weltrekordzeit von 1:12,2 Minuten. Sie unterbot damit den alten Rekord von 1:12,8 Minuten, den ihre Landsfrau Gertrude Ederle am 30. Juni 1923 aufgestellt hatte. Im Halbfinale belegte Wehselau nach 1:15,2 Minuten erneut den ersten Platz und zog so in den Endlauf ein, in dem insgesamt fünf Teilnehmerinnen starteten. Während die beiden britischen Schwimmerinnen die Plätze vier und fünf belegten, wurde Wehselau mit einer Rennzeit von 1:12,8 Minuten hinter der siegreichen US-Amerikanerin Ethel Lackie, die nach 1:12,4 Minuten als Erste anschlug, und vor der 1:14,2 Minuten schnellen Gertrude Ederle Zweite, womit sie die Silbermedaille erhielt. Wehselau gehörte auch zum Aufgebot der US-amerikanischen 4-mal-100-Meter-Freistilstaffel, die sich aus den Medaillengewinnerinnen über 100 Meter Wehselau, Lackie und Ederle sowie Euphrasia Donnelly zusammensetzte und daher auch als klarer Favorit auf den Olympiasieg galt. Die US-Amerikanerinnen wurden dieser Favoritenrolle mehr als gerecht, sie beendeten das Rennen, mit Wehselau als Schlussschwimmerin, vor der Staffel Großbritanniens und den schwedischen Schwimmerinnen auf dem ersten Platz und wurden Olympiasiegerinnen. Dabei blieben sie mit 4:58,8 Minuten als erste Frauenstaffel unter der 5-Minuten-Grenze und stellten damit einen neuen Welt- und Olympiarekord auf. Wehselau war die erste Olympiasiegerin der Geschichte aus Hawaii.
Ehe sie nach New York City zu den Ausscheidungswettkämpfen für die Olympischen Spiele 1924 aufbrach, war Wehselau noch nie außerhalb Hawaiis gewesen. Nach den Spielen reiste sie mit einer etwa zehnköpfigen Gruppe von Athletinnen zunächst auf Einladung des belgischen Kronprinzen Leopold für ein Schauschwimmen nach Brüssel. Danach setzte die Gruppe ihre Reise nach London fort, wo sie ebenfalls ihre Schwimmkünste vorführte. In Southampton trafen sie auf den Rest des US-amerikanischen Olympiateams und gingen dort an Bord des Schiffes, das sie nach New York City zurückbrachte, wo sie eine Konfettiparade erwartete. Kaum zurück in Honolulu brach Wehselau Weihnachten 1924 nach Australien auf, um auf Einladung des australischen Schwimmverbandes an den dortigen nationalen Wettkämpfen und zahlreichen Schauveranstaltungen teilzunehmen. Sie bereiste dabei Sydney, Brisbane, Melbourne und viele kleinere Städte Australiens und gewann sämtliche ihrer Wettrennen im direkten Duell bis auf eines, bei dem ihr ein zu großes Handicap auferlegt worden war.
Nach ihrer eigenen Karriere war Wehselau viele Jahre als Schwimmtrainerin bei ihrem Heimatverein, dem Outrigger Canoe Club, aktiv. Anfangs assistierte sie von 1928 bis 1937 ihrem eigenen Trainer Dad Center beim Training von Nachwuchstalenten. Sie war in den Jahren 1960 und 1961 auch Direktorin ihres Vereins.
Wehselau wurde 1989 als Schwimmpionierin Hawaiis in die International Swimming Hall of Fame in Fort Lauderdale aufgenommen.

## Privates
Mariechen Wehselaus Eltern stammten aus Deutschland, deshalb auch die Wahl des Vornamens. Nach ihrer Heirat trug sie den Familiennamen Jackson. Von 1926 bis zu ihrer Pensionierung im Jahr 1962 war sie Büroleiterin bei Honolulu Community Chest. In ihrer Freizeit webte sie Wandbehänge, die auch ausgestellt wurden, und sie engagierte sich im Waimea Arts Council und im Weber-Verein Fibers Hui of Hawaii.